# Olsza szara
Olsza szara (Alnus incana (L.) Moench) – gatunek rośliny należący do rodziny brzozowatych (Betulaceae A. Gray). Występuje naturalnie na obszarze niemal całej Europy, na Kaukazie, w zachodniej Syberii oraz Ameryce Północnej. W Polsce olsza szara występuje przede wszystkim w dolinach górskich oraz na nizinach przy brzegach rzek. Jako roślina pionierska i bardzo odporna na zanieczyszczenie powietrza uważana jest za doskonały gatunek do rekultywacji nieużytków poprzemysłowych. Dzięki symbiozie z bakteriami wiąże azot atmosferyczny do gleby, a rozwinięty system korzeniowy umacnia brzegi rzek i skarpy.

## Rozmieszczenie geograficzne
Gatunek ten rośnie naturalnie na obszarze niemal całej Europy, na Kaukazie, w zachodniej Syberii oraz Ameryce Północnej. Jej zasięg na północ sięga do około 70° szerokości geograficznej – został zaobserwowany nawet na skraju tundry. W Europie i Azji występują podgatunek nominatywny oraz podgatunek A. incana subsp. kolaensis, natomiast w Ameryce Północnej podgatunki A. incana subsp. rugosa i A. incana subsp. tenuifolia. Olsza szara został zarejestrowana w takich państwach jak Francja, Włochy, Szwajcaria, Austria, Niemcy, Norwegia, Szwecja, Finlandia, Polska, Czechy, Słowacja, Węgry, Słowenia, Chorwacja, Bośnia i Hercegowina, Serbia, Czarnogóra, Albania, Macedonia, Bułgaria, Rumunia, Ukraina, Rosja, Gruzja, Azerbejdżan, Armenia, Turcja, Kanada oraz Stany Zjednoczone, a według innych źródeł jest spotykana także w Hiszpanii, Irlandii, Wielkiej Brytanii, Danii, Holandii, Belgii, Luksemburgu, Grecji, Mołdawii, na Białorusi, Litwie, Łotwie oraz w Estonii.
W Polsce naturalne występowanie olszy szarej charakteryzuje wyraźna dysjunkcja zasięgu. Gatunek ten występuje przede wszystkim w dolinach górskich i podgórskich (częściej w Karpatach, rzadziej w Sudetach) oraz w Polsce północno-wschodniej. Na nizinach spotykany jest przy brzegach rzek spływających z gór, dzięki unoszeniu nasion przez wodę. Dlatego spotkamy go w dolinach Wisły i Odry, zaś jedynie wyjątkowo w dolinach tych ich dopływów, które nie spływają z gór (Bug, Warta, Noteć i in.). W Rosji gatunek ten rośnie w jej europejskich części, zachodniej Syberii, na Kaukazie Północnym oraz w Dagestanie. We Włoszech został odnotowany w regionach Dolina Aosty, Emilia-Romania, Friuli-Wenecja Julijska, Lacjum, Liguria, Lombardia, Marche, Piemont, Sardynia, Toskania, Trydent-Górna Adyga i Wenecja Euganejska. We Francji występuje powszechnie w górach Jura i Alpach oraz w Alzacji, jednak został zaobserwowany w takich departamentach jak Finistère, Calvados, Orne, Manche, Eure-et-Loir, Sekwana i Marna, Yvelines, Essonne, Hauts-de-Seine, Sekwana-Saint-Denis, Dolina Oise, Somma, Sekwana Nadmorska, Nord, Oise, Pas-de-Calais, Aisne, Ardeny, Marna, Meurthe i Mozela, Dolny Ren, Górny Ren, Górna Marna, Górna Saona, Wogezy, Yonne, Territoire de Belfort, Côte-d’Or, Doubs, Nièvre, Jura, Saona i Loara, Creuse, Pireneje Wysokie, Aveyron, Cantal, Ain, Rodan, Isère, Sabaudia, Górna Sabaudia, Ardèche, Drôme, Alpy Górnej Prowansji, Alpy Wysokie, Alpy Nadmorskie, Delta Rodanu, Var i Vaucluse, a według innych źródeł także w departamentach Loara, Górna Loara, Ariège, Pireneje Wschodnie, Żyronda, Cher, Indre i Loara, Maine i Loara, Loiret, Eure, Aube, Moza oraz Mozela. Ponadto rośnie na francuskim archipelagu Saint-Pierre i Miquelon w Ameryce Północnej. W Kanadzie został zarejestrowany we wszystkich prowincjach i terytoriach oprócz Nunavut. W Stanach Zjednoczonych jest spotykany na Alasce, w stanie Waszyngton, Oregonie, Kalifornii, Nevadzie, Arizonie, Nowym Meksyku, Kolorado, Utah, Wyoming, Idaho, Montanie, Dakocie Północnej, Minnesocie, Iowa, Wisconsin, Michigan, Illinois, Indianie, Ohio, Wirginii Zachodniej, Wirginii, Maryland, Pensylwanii, Rhode Island, New Jersey, stanie Nowy Jork, Massachusetts, Connecticut, New Hampshire, Vermont oraz Maine.

## Morfologia

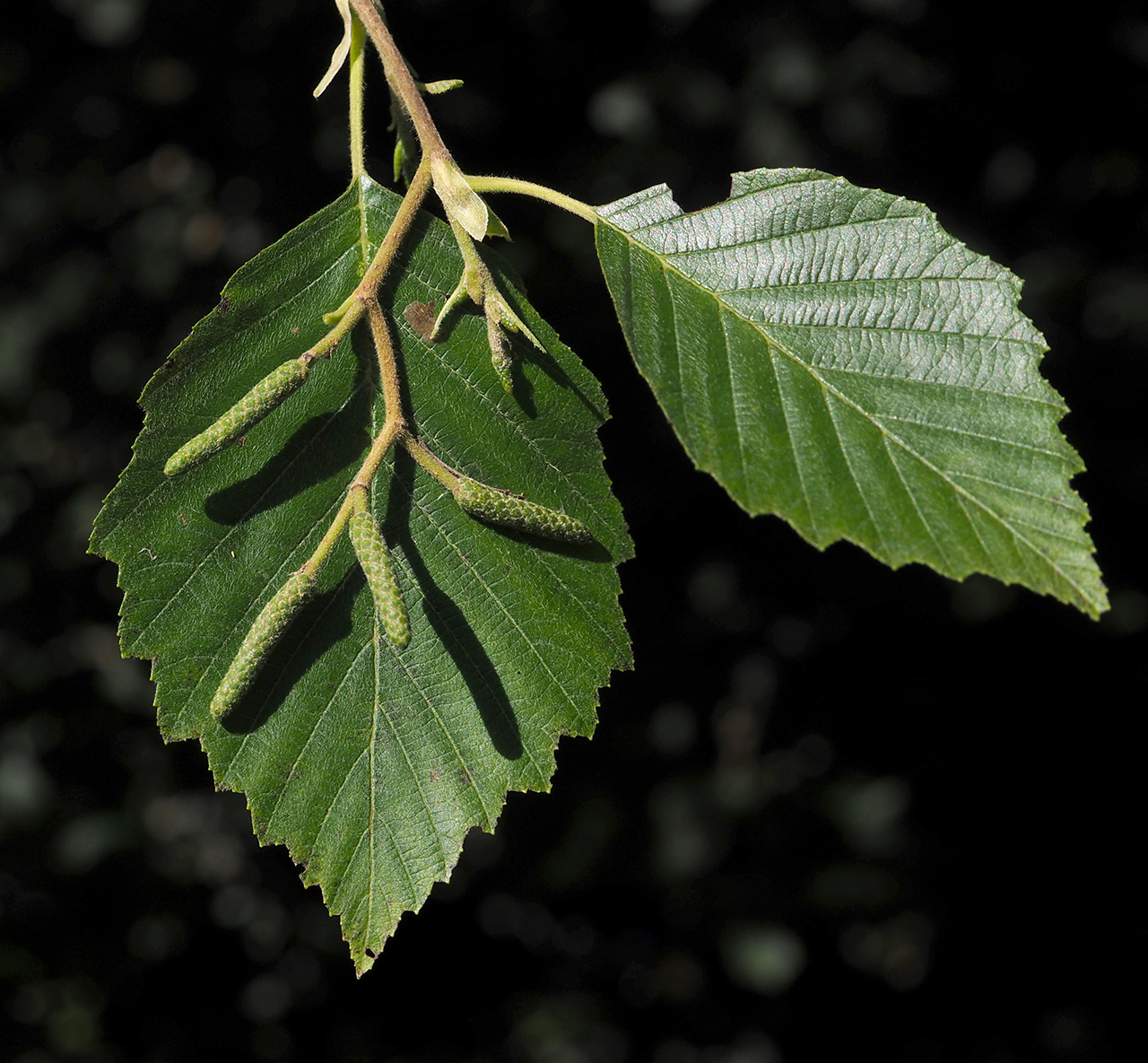
Liście

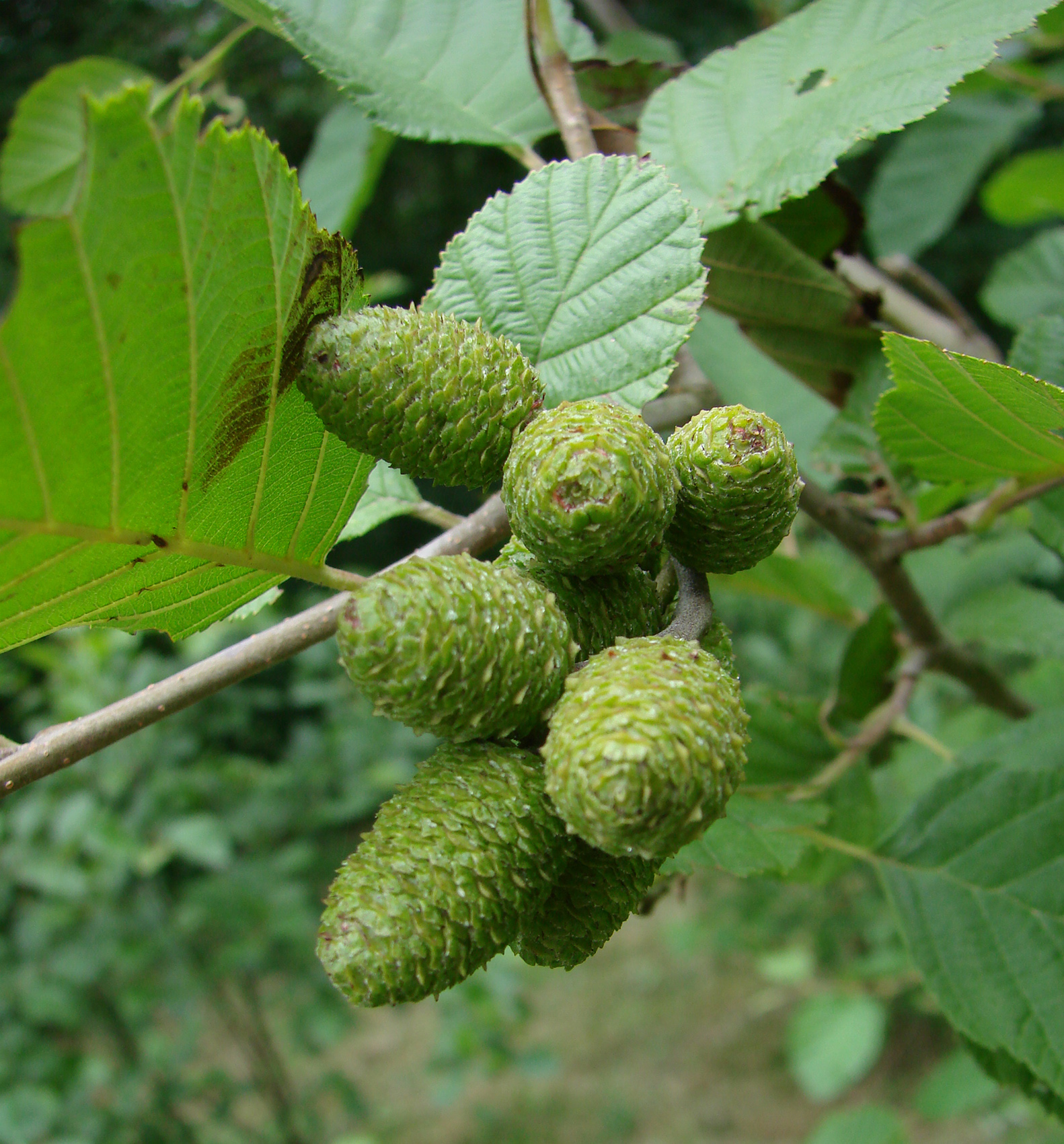
Owocostany

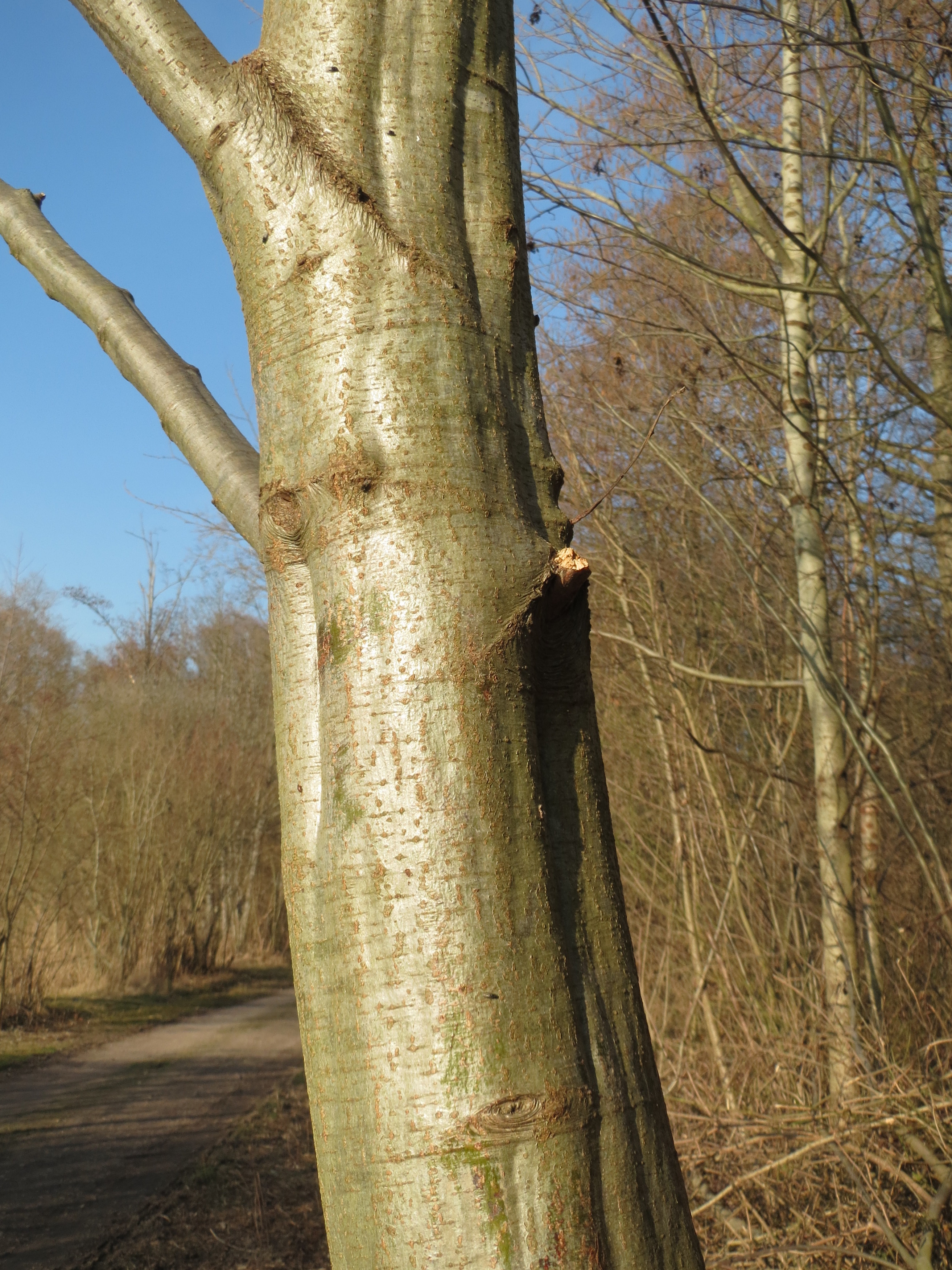
Pień

PokrójZrzucające liście średniej wielkości drzewo dorastające do 20 m wysokości i 12 m szerokości. Pokrój jest szeroko stożkowaty, z wieloma krzywymi pniami, szeroko wygiętymi u podstawy, wyprostowanymi powyżej. Kora ma ciemnoszarą barwę (zarówno młode sadzonki jak i dojrzałe okazy) a według innych źródeł ciemno-, jasnoszara, czerwonawa lub brązowa, gładka, z wiekiem spękana, czasami z przetchlinkami. Młode pędy i pąki są owłosione, mają elipsoidalny kształt, mierzą 4–7 mm długości, o wierzchołku od zaokrąglonego do prawie ostrego, trzon osiąga 1–3 mm długości, mają od 2 do 3 równych i nienachodzących na siebie łusek, są powlekane żywicą.
LiścieNaprzemianległe, pojedyncze, osadzone na ogonkach liściowych. Mają eliptyczny lub jajowaty kształt. Mierzą do 10 cm długości i 5 cm szerokości. Górna powierzchnia jest ciemnozielona, matowa, natomiast od spodu są szaro owłosione. Nasada liścia jest klinowa lub zaokrąglona. Blaszka liściowa jest nieregularnie podwójnie ząbkowana na brzegu, o tępym, ostrym lub spiczastym wierzchołku. Są pierzasto użyłkowane, z 10–15 parami nerwów drugorzędnych.
KwiatyNa jednym osobniku występują rozdzielne kwiaty męskie i żeńskie, zebrane w kotki, osadzone na grubym i relatywnie krótkich szypułkach. Kotki męskie są zebrane po 2–4, mają żółtopomarańczową barwę, są zwisające i osiągają do 10 cm długości. Kotki żeńskie są wyprostowane i mają czerwoną barwę, ewoluują w owoce.
OwoceZdrewniałe orzeszki, wyglądam przypominające szyszki, są średniej wielkości, pięciokątne, mają jajowaty kształt, początkowo mają zielony kolor, lecz dojrzałe przebarwiają się na brązowo. Osadzone prawie siedzące. Zawierające małe skrzydlate nasiona. Owoce uwalniają nasiona, gdy te dojrzeją, jednak same pozostają długo na drzewie.
Gatunki podobneRoślina jest podobna do podgatunku Alnus alnobetula subsp. sinuata, który jednak różni się brakiem owłosienia po spodniej stronie liśćmi. Ponadto osiąga on mniejsze rozmiary i przybiera krzewiasty pokrój.

## Biologia i ekologia
Rośnie na brzegach rzek, na terenach wilgotnych, bogatych w składniki odżywcze. W górach Kaukaz występuje do wysokości 1000 m n.p.m., we Włoszech do 1300 m n.p.m., a we Francji do 1500 m n.p.m. Preferuje stanowiska w półcieniu lub w całkowitym zacienieniu. Najlepiej rośnie na podłożu o obojętnym jak i lekko zasadowym odczynie (od 6,8 do 7,2 w skali pH) (w przeciwieństwie do olszy czarnej (Alnus glutinosa), która unika gleb wapiennych). Występuje od 2 do 6 strefy mrozoodporności. Charakteryzuje się silnym wzrostem. Jak na drzewo jest gatunkiem krótko żyjącym – rzadko żyje dłużej niż 40 lat. Roślina jednopienna. Kwitnie od lutego do marca, a według innych źródeł od marca do kwietnia. Jest rośliną wiatropylną.
Roślina znosi klimat morski. W klasyfikacji zbiorowisk roślinnych gatunek charakterystyczny dla All. Alno-Ulmion, Ass. Alnetum incanae.
Potrafi wiązać azot atmosferyczny dzięki symbiozie z bakteriami, udostępniając go później innym roślinom. Także liście, bogate w azot, po opadnięciu poprawiają jakość gleby. Dzięki rozwiniętemu systemowi korzeniowemu wzmacnia brzegi rzek i skarpy. Jej drewno po ścięciu nie zmienia barwy na czerwonopomarańczową jak ma to miejsce u olszy czarnej.
Na glebach żyznych i wilgotnych tworzy zwarte zarośla i wyrasta w drzewa, na glebach suchych i ubogich zawsze pozostaje krzewem dającym dużo odrośli korzeniowych. W górach sięga zazwyczaj po regiel dolny, najwyżej po 1281 m n.p.m. Megafanerofit. Liczba chromosomów 2n = 28.

## Zmienność

Kolorem zielonym zaznaczono występowanie podgatunku A. incana subsp. rugosa, czerwonym A. incana subsp. tenuifolia, żółtym obu podgatunków

Gatunek zróżnicowany na cztery podgatunki:
- A. incana subsp. incana – podgatunek nominatywny, na obszarze od Europy po zachodnią Syberię i Turcję[9]
- A. incana subsp. kolaensis (Orlova) Á.Löve & D.Löve – w Europie Północnej (Norwegia, Szwecja, Finlandia)[10]
- olsza pomarszczona (A. incana subsp. rugosa (Du Roi) R.T.Clausen) – w Ameryce Północnej, na obszarze od środkowej i wschodniej Kanady po środkowo-północną i północno-wschodnią część Stanów Zjednoczonych[11], przyjmuje pokrój dużego krzewu. Blaszka liścia jest gruba, z dużymi ostrymi zębami na brzegach[19]
- A. incana subsp. tenuifolia (Nutt.) Breitung – w Ameryce Północnej, na obszarze od Alaski po stan Nowy Meksyk w stanach Zjednoczonych[12]. Duży krzew lub małe drzewo[19]. Dorasta do 9 m wysokości. Pokrój jest owalny lub piramidalny[22]. Blaszka liściowa jest cienka i papierowa, z tępymi lub zaokrąglonymi zębami drugorzędnymi[19]. Kwiaty mają czerwoną lub purpurową barwę. Rośnie na wilgotnych bagiennych terenach, przy strumieniach, stawach i jeziorach, na pogórzu oraz w górach. Występuje od 5 do 7 strefy mrozoodporności. Kwitnie w marcu natomiast, owoce dojrzewają w październiku[22]

## Zastosowanie
DrewnoJest lekkie, miękkie i dość elastyczne, łatwe do podziału. Służy do produkcji drewniaków, misek czy drzeworytów. Bardzo cenione przez stolarzy: jest łatwe w obróbce, wykonuje się z niego drobne wyroby tokarskie i rzeźbiarskie. Z kolei drewno podgatunku A. incana subsp. tenuifolia jest miękkie, drobnoziarniste, lecz bardzo trwałe w wodzie. Nie ma ono dużej wartości handlowej, lecz jest wykorzystywane lokalnie na opał oraz  zdatne do drobnych budowli wodnych i faszynowania brzegów.
Gatunek pionierskiJako roślina pionierska i bardzo odporna na zanieczyszczenie powietrza sprawdziła się jako doskonały gatunek do rekultywacji hałd, wysypisk i innych nieużytków poprzemysłowych. Roślina pionierska, na opuszczonych po II wojnie światowej terenach Bieszczadów i Beskidu Niskiego bardzo szybko opanowała około 30 000 hektarów po byłych polach i pastwiskach. Jednak ponieważ jest rośliną krótkowieczną (dożywa 30-70 lat), powstałe jej drzewostany okazały się doskonałym przedplonem i osłoną dla gatunków podstawowych, takich jak buk i jodła.
Roślina ozdobnaJest czasami uprawiana jako roślina ozdobna, np. odmiana zwisająca 'Pendula', czy strzępolistna ’Laciniata’.
Sztuka kulinarnaKwiaty podgatunku A. incana subsp. tenuifolia są jadalne. Kotki są spożywane na surowo lub gotowane. Mają gorzki smak.
MedycynaKora podgatunku A. incana subsp. tenuifolia zawiera salicynę, która w organizmie człowieka rozkłada się do kwasu salicylowego. Ma działanie przeciwzapalne i przeciwgorączkowe. Zewnętrzna warstwa kory jest cierpka i ma zastosowanie jako okład na rany krwawiące, gdyż zmniejsza obrzęk skaleczeń.
GarbowanieKora i owoce zawierają do 20% tanin służących do wyprawiania skóry.
BarwnikAmerykańskie plemię Indian Nawaho produkuje czerwony barwnik ze sproszkowanej kory olszy szarej.

## Uprawa
Kiełkuje większość świeżych nasion tego gatunku bez wstępnej obróbki. Jeśli nasiona są wysuszone, konieczna jest wilgotno-chłodna stratyfikacja w temperaturze 5 °C (41 °F) przez 180 dni.